# Де Роберти, Александр Валентинович
Александр Валентинович де Роберти де Кастро де ла Серда (4 апреля 1851 — ?) — русский генерал, участник русско-турецкой и Первой мировой войн.

## Биография
Сын Валентина Карловича де Роберти и Анны Дмитриевны Ермолаевой, брат философа Евгения де Роберти и поэтессы Марии Ватсон.
Окончил 1-ю петербургскую военную гимназию. В службу вступил 15 августа 1867. Окончил 1-е военное Павловское училище; выпущен в Днепровский 46-й пехотный полк.
Подпоручик (1869), в 1871 переведен в артиллерию. Поручик (1872), штабс-капитан (1874).
Во время русско-турецкой войны 1877—1878 был старшим адъютантом при осадной артиллерии действующего корпуса Кавказской армии (18.03.1877 — 20.06.1878).
20.06 — 19.10.1878 — состоял для поручений при штабе осадной артиллерии Кавказской армии.
19.10.1878 — 24.02.1879 — состоял при Кавказском окружном артиллерийском управлении, капитан (1878).
24.02.1879 — 2.06.1884 — состоял при управлении начальника артиллерии 1-го Кавказского армейского корпуса.
Окончил Офицерскую артиллерийскую школу, после чего 10 лет командовал батареей. Подполковник (1889), полковник (30.12.1899).
30.12.1899 — 5.02.1902 — командир 2-го дивизиона 28-й артиллерийской бригады.
5.02.1902 — 24.08.1907 — командир 2-го дивизиона 17-й артиллерийской бригады.
24.08.1907 — 13.01.1910 — командир 6-й артиллерийской бригады. Генерал-майор (24.08.1907).
13.01.1910 — уволен от службы с мундиром и пенсией.
После начала Первой мировой войны 11.11.1914 возвращен на службу в том же чине. Начальник санитарного отдела штаба 2-й армии (11.11.1914 — 29.04.1917).
29.04.1917 — отправлен в отставку за болезнью, с мундиром и пенсией, с производством в чин генерал-лейтенанта.

## Награды
- орден Святой Анны 3-й ст. с мечами и бантом (1877)
- орден Святого Владимира 4-й ст. с мечами и бантом (1877)
- орден Святого Станислава 2-й ст. с мечами (1878)
- орден Святой Анны 2-й ст. (1881)
- орден Святого Владимира 3-й ст. (1906)
- орден Святого Станислава 1-й ст. (9.04.1915)
- орден Святой Анны 1-й ст. (26.04.1916)

## Семья
Дети:
- Николай (1878—1930-е), полковник, участник Белого движения
- Елена (3 декабря 1881, Тифлис — 5 декабря 1967, Сент-Женевьев-де-Буа), член бюро Фонда газеты «Русская мысль» (1947), правления Русско-польского объединения (1951), защиты интересов Российского общества Красного Креста в Югославии (1954). Муж: А. А. Миллер (1862—1923), камергер, президент Варшавы